# Колеч-Мечеть (мечеть)
Колеч-Мечеть (крим. Küleç Meçit, Кулеч-Мечит) — мечеть споруджена за часів Кримського ханства з медресе, азізом Ахмеда-ефенді і тюрбе над ним в Колеч-Мечеть у долині річки Чурюк-Су. Перші письмові згадки про храмовий комплекс відносяться до XVII століття, однак його зведення, на думку дослідників, можна датувати й ранішим періодом, імовірно XV—XVI століттями. Після захоплення Криму радянською владою мечеть закрили, а на початку 1950-х років храмовий комплекс повністю знищено.
Як об'єкт архітектури досліджувався в 1920-ті роки експедицією під керівництвом архітектора та реставратора Бориса Засипкіна.

## Історія
Перша згадка про мечеть у селі Колеч-Мечеть або Колайджа-Месджід, тобто «мечеть на зручному місці» (нині південно-східна околиця села Новопокровка Кіровського району Криму) міститься в працях османського мандрівника Евлії Челебі, який відвідав це татарське селище в 1666—1667 роках:
Село Коледж розташоване недалеко від фортеці Кефе. Там 200 татарських будинків, соборна мечеть із високим куполом і кам'яним мінаретом, лазня і будівлі, криті свинцем. Там є сади і виноградники, це упорядковане село. Тут жив шейх — святий Ахмед-ефенді з Коледжу, провісник і великий султан. Тепер у нього 40 тисяч мюридів із голеними вусами, він — їхній ватажок на Шляху. 40 тисяч мюридів із роду тих, що носять лахміття, живуть у Криму, це вірні закохані. На його могилі безмежні благодіяння тим, хто приходить і йде, багатіям і вбогим, вночі і вдень.Оригінальний текст (рос.)
Деревня Коледж расположена недалеко от крепости Кефе. Там 200 татарских домов, соборная мечеть с высоким куполом и каменным минаретом, баня и строения, крытые свинцом. Там имеются сады и виноградники, это — благоустроенная деревня. Здесь жил шейх — святой Ахмед-эфенди из Коледжа, предсказатель и великий султан. Теперь у него 40 тысяч мюридов с бритыми усами, он — их предводитель на Пути. 40 тысяч мюридов из рода носящих рубище живут в Крыму, это верные влюблённые. На его могиле безграничны благодеяния приходящим и уходящим, богачам и нищим, ночью и днём.

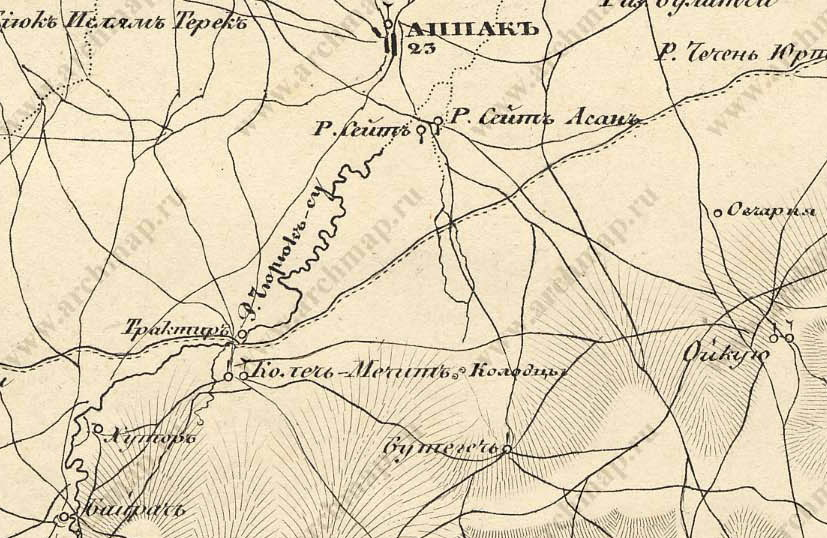
Комплекс Колеч-Мечеті (на карті значок із півмісяцем). Він був розташований трохи на схід від однойменного села в долині Чурюк-Су. Північніше проходить стародавній шлях, що з'єднує центральний Крим із Таманськими переправами. Карта Бетева і Оберга. Військово-топографічне депо, 1842 р.

Будівля проіснувала аж до 1950-х років, після чого її знесено разом із залишками будівель Колеч-Мечеті. Дослідження, зйомка, а також збереження його найцінніших архітектурних та історичних фрагментів не проводилися.

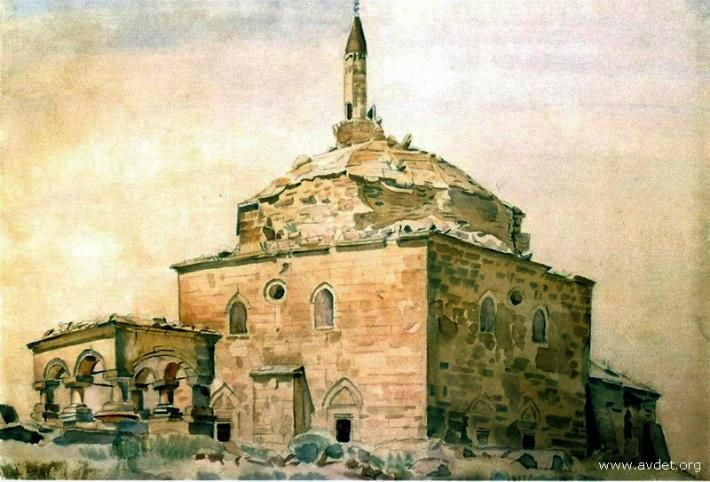
1920 рік

Дослідження храмового комплексу проведено наприкінці 1920-х років із подачі історика і етнографа Усеїна Боданінського, який тоді обіймав посаду директора Ханського палацу в Бахчисараї, і зумів привернути до дослідження збережених пам'яток історії і культури Кримського ханства увагу фахівців з Москви, зокрема, мистецтвознавця-реставратора Б. М. Засипкіна. Письмові і фотографічні матеріали досліджень останнього, опубліковані 1927 року, до теперішнього часу є практично єдиним джерелом наукової інформації щодо зниклої пам'ятки кримськотатарського зодчества. У 1937-1938 роках У. Боданінського та Б. М. Засипкіна репресовано, а їхній науковий доробок практично не був відомим аж до розпаду СРСР.

## Архітектура

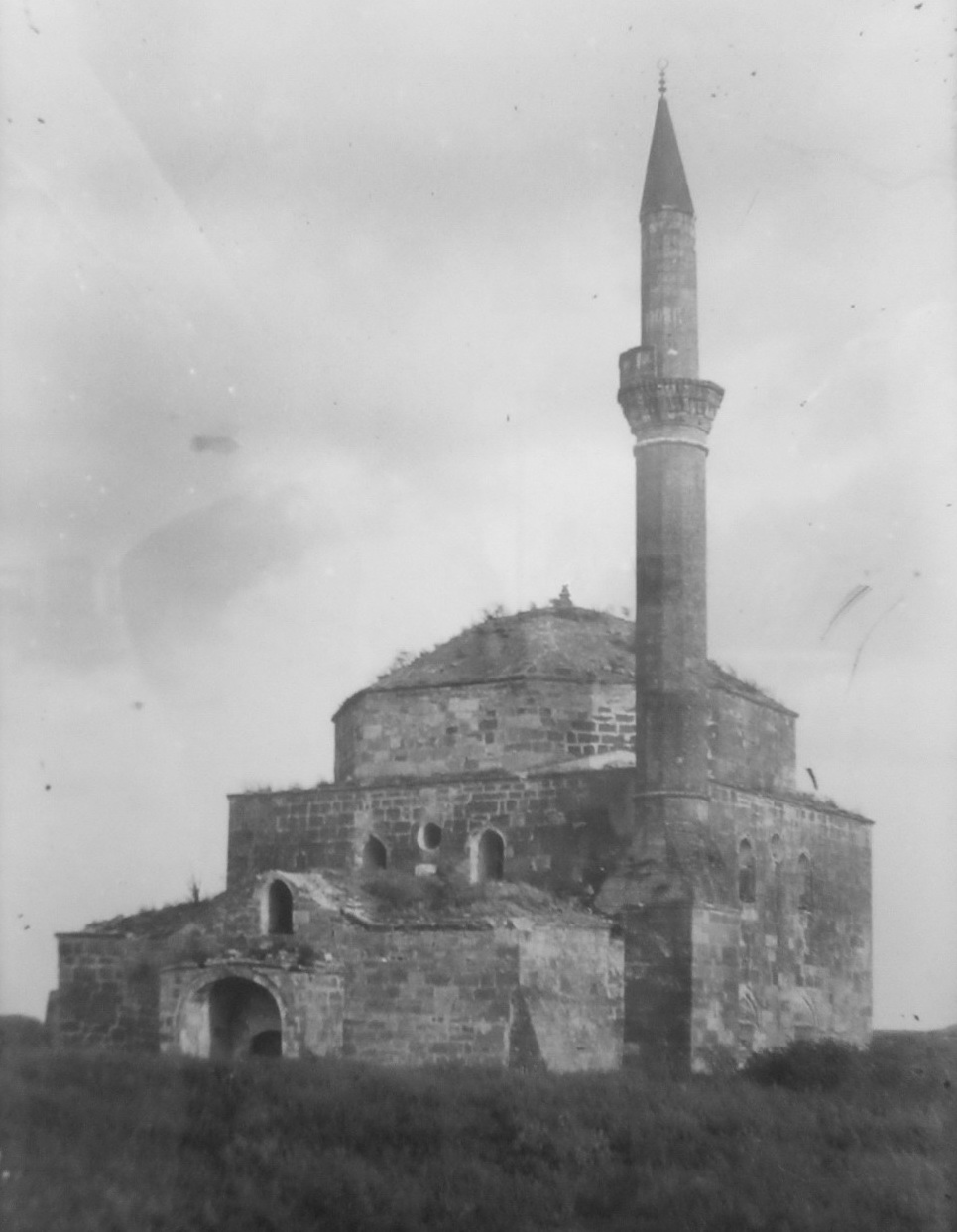
1927 рік

Архітектура мечеті відповідає зразкам ранньої архітектури Кримського ханства. Основна будівля квадратна у плані, її вінчав восьмигранний барабан зі сферичним куполом на вітрилах, у давнину зі свинцевою покрівлею. Стіни були зовні складені з великих блоків якісно обтесаного каменю, з забутовкою середини стіни, загальною товщиною від 0,8 до 1 метра. В основній залі було два яруси вікон зі стрілчастими арками. Вхідний портал був заввишки на половину основної будівлі, на його кутах були виконані контрфорси. Ліворуч від вхідної групи розташовувся 12-гранний мінарет на квадратній основі заввишки до 25 метрів, увінчаний конічним куполом. Із внутрішнього оздоблення відзначено пишний різьблений міхраб із сельджуцькими мотивами. Мечеть найближча за архітектурою до мечеті Ескі-Сарай поблизу Піонерського, колишнього Джолмана, яка датується XIV—XV століттями.
Б. М. Засипкін розглядав архітектуру мечеті в контексті переклички загальномусульманських мотивів, між древніми формами і пізньою класичною спадщиною школи Сінана:
Мечеті в селищах Колеч-мечеть і Карагез є зразками провінційних відображень і продовженням поширення купольних мечетей османського типу по Криму, причому в них поряд із тими традиціями, застосованими Ходжі Сінаном, використовувалися в декораціях давніші сельджуцькі елементи і в поєднанні виявлявся дещо своєрідний місцевий відтінок кримської гілки великого і прекрасно квітучого дерева мистецтва Ісламу.Оригінальний текст (рос.)
Мечети в селениях Колечь-мечеть и Карагез являются примерами провинциальных отображений и продолжением распространения купольных мечетей османского типа по Крыму, причем в них наряду с теми традициями, кои были применены Ходжи Синаном, употреблялись в декорациях более древние сельджукские элементы и в сочетании проявлялся несколько своеобразный местный оттенок крымской ветви большого и прекрасно цветущего дерева искусства Ислама.

## Дюрбе-ротонда

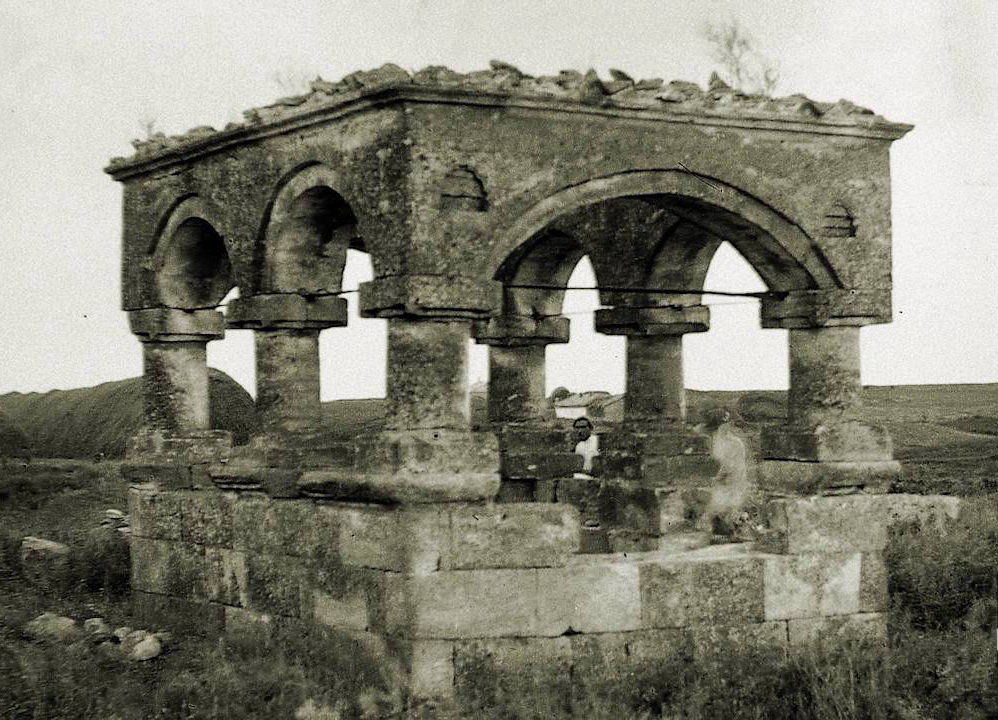
Дюрбе біля Колеч-Мечеті, 1927 рік

За 650 метрів на південний схід від мечеті поряд із курганом № 2134 було розташоване тюрбе типу ротонда над, імовірно, могилою Ахмеда-ефенді, сліди фундаменту якого нині майже не збереглися, імовірно в точці 45°09′13″ пн. ш. 35°15′44″ сх. д. / 45.153740° пн. ш. 35.262107° сх. д.. Під час обстеження ділянки виявлено деяку кількість дрібних бутових каменів, фрагментів черепиці та поливної кераміки. Нині ця територія зайнята залишками мусульманського кладовища, приватними городами та орним полем.